# Тасуяха
Тасуяха (устар. Тасу-Яха) — река в России, протекает по Ямало-Ненецкому АО. Устье реки находится в 191 км по левому берегу реки Етыпур. Длина реки составляет 42 км. В 15 км по левому берегу впадает река Нюча-Тасуяха.

## Данные водного реестра
По данным государственного водного реестра России относится к Нижнеобскому бассейновому округу, водохозяйственный участок реки — Пур. Речной бассейн реки — Пур.
Код объекта в государственном водном реестре — 15040000112115300057190.